# Leionucula strangeiformis
Leionucula strangeiformis är en musselart som först beskrevs av Dell 1956.  Leionucula strangeiformis ingår i släktet Leionucula och familjen nötmusslor. Inga underarter finns listade i Catalogue of Life.